# Tkanka chrzęstna

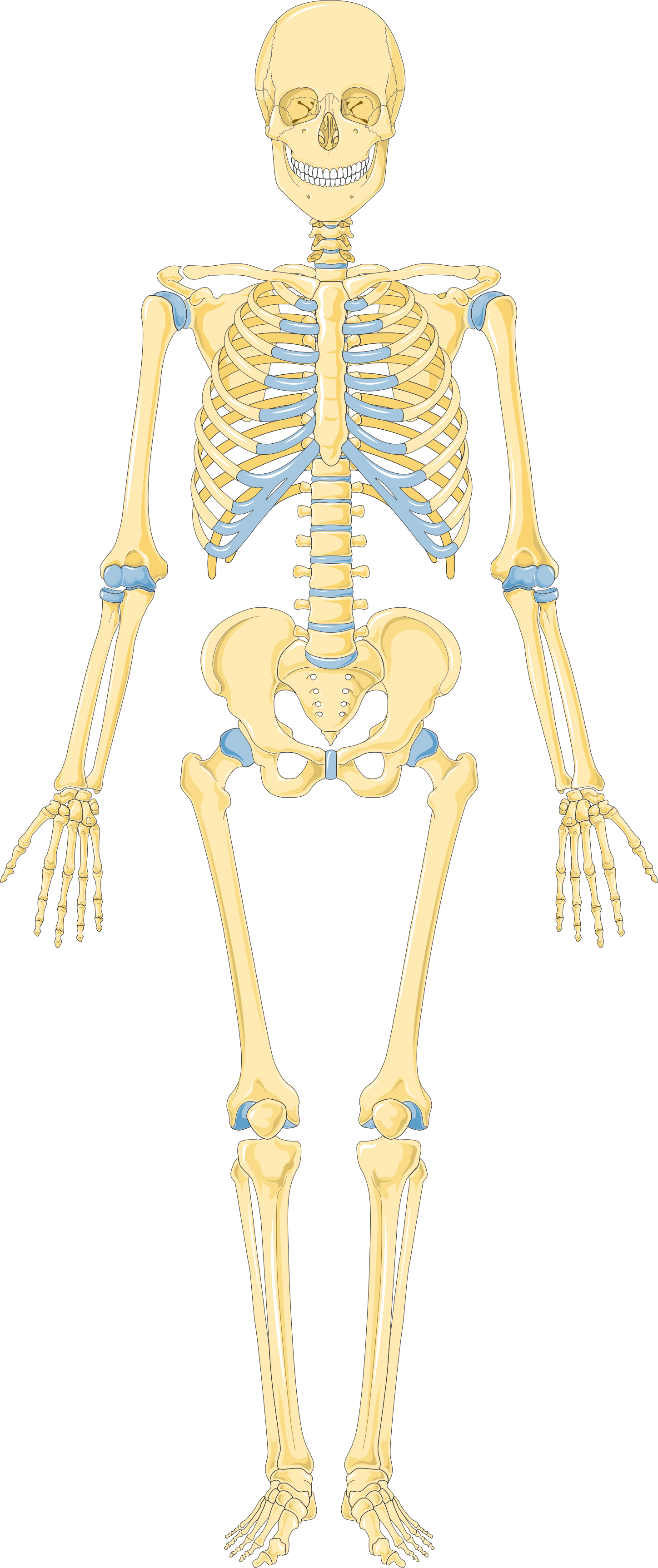
Schemat szkieletu człowieka (chrząstki zaznaczone na niebiesko)

Tkanka chrzęstna szklista (Barwienie H+E) widziana w mikroskopie optycznym przy użyciu światła spolaryzowanego

Tkanka chrzęstna, chrząstka – tkanka podporowa (łączna szkieletowa) zbudowana z chondrocytów (komórek chrzęstnych) oraz amorficznej substancji międzykomórkowej zawierającej białka fibrylarne (głównie kolagen i elastyna). Z uwagi na słabszą mineralizację (w porównaniu do tkanki kostnej) jest ona delikatna i podatna na odkształcenia. Nie jest ona unerwiona. Nie zawiera ona także naczyń krwionośnych, a substancje odżywcze przenikają do niej wyłącznie drogą dyfuzji. Tkankę chrzęstną pokrywa błona zwana ochrzęstną.
Chrząstka rośnie stosunkowo szybko, dlatego pełni ona funkcję szkieletu zarodków oraz młodych osobników kręgowców. W trakcie ontogenezy jest ona stopniowo zastępowana przez tkankę kostną. Wyjątek stanowią kręgouste oraz spodouste, u których jest ona wyłącznym składnikiem szkieletu. Po raz pierwszy w toku ewolucji tkanka ta pojawiła się u głowonogów (u których tworzy osłonę zwojów mózgowych oraz szkielet przyssawek).
Wyróżnia się trzy rodzaje tkanki chrzęstnej:
- szklista – u dorosłego człowieka tworzy powierzchnie stawowe, większość chrząstek krtani, chrzęstne pierścienie tchawicy i oskrzeli oraz części chrzęstne żeber i przegrodę nosową; buduje ona także cały szkielet młodych kręgowców oraz większość szkieletu dorosłych ryb chrzęstnoszkieletowych;
- włóknista – tworzy krążki międzykręgowe, spojenie łonowe oraz łąkotki i przyczepy więzadeł i ścięgien do kości;
- sprężysta – tworzy małżowinę uszną oraz nagłośnię.